# Tabanocella guineensis
Tabanocella guineensis är en tvåvingeart som beskrevs av Travassos Dias 1959. Tabanocella guineensis ingår i släktet Tabanocella och familjen bromsar.
Artens utbredningsområde är Guinea-Bissau. Inga underarter finns listade i Catalogue of Life.